# Інша Росія (партія)
Партія "Інша Росія" (рос. партия «Другая Россия») – російська політична партія, офіційної реєстрації не має. Започаткована 10 липня 2010 р. у Москві, де відбувся загальноросійський з’їзд. Головою виконкому партії було обрано Едуарда Лимонова, який до цього очолював Націонал-більшовицьку партію. Невдовзі у 45 регіонах Російської федерації відбулись установчі збори «Іншої Росії». 21 січня 2011 р . Міністерство юстиції РФ відмовило партії в офіційній реєстрації. Фактично діє нелегально.

## Програма

### Політична сфера
В офіційній програмі політичної сил зазначається, що одною з основних цілей діяльності є демократизація російського суспільства. У розумінні ідеологів партії, це означає боротьбу з бюрократією та корупцією, забезпечення виборності влади та боротьба з явищем передачі влади послідовнику. 

### Економіка
Націоналізація добувної промисловості у першу чергу нафтогазових підприємств, енергетичні, вугільні компанії. Перевести в державну власність будівельні компанії та ввести контроль на ціну будматеріалів. Зниження податків. Підтримка вітчизняного товаровиробника. 

### Внутрішня політика
Надання більшої свободи регіонам у тому числі національним республікам. Повага до регіонів населених переважно мусульманами. 
Перенесення столиці з Москви до Південного Сибіру, де має були з нуля закладено нове місто. Це на думку членів партії має зменшити політичний перекос Росії у бік Заходу, з’єднати європейську частину держави з Далеким Сходом. Зупинить експансію Китаю. 

### Зовнішня політика
Підтримка громадян Росії у всіх куточках світу. Підтримка тісних відносин з країнами колишнього СРСР.

### Армія
Скасування загального призову, професійна армія. Створення аналога іноземного легіону, для проведення військових операцій.

## Діяльність
За роки існування діяльність партії здебільшого звелась до протестних акцій. 
У листопаді 2010 р. провели кампанію проти призову до війська. 
У березні 2011 р. лідер партії Едуард Лімонов закликав бойкотувати місцеві вибори. 
Брали участь у протестах 5 квітня 2011 р. у Москві.

## Провокації
- Взяли відповідальність за інцидент, в ході якого посольство Сербії у Москві закидали пляшками з чорною фарбою. Члени партії зробили це протестуючи проти арешту генерала Младича[3].
- Активіст партії «Інша Росія» був затриманий, як підозрюваний у зриві концерту Андрія Макаревича у Московському будинку музики 2 жовтня 2014 р. Тоді невідомий розпилив сльозогінний газ внаслідок чого концерт було зупинено[4].

## Участь у російсько-українській війні 2014 р.
З початку російсько-українського конфлікту «Інша Росія» зайняла активну позицію на підтримку дій керівництва РФ. Проводились численні мітинги по регіонам та у Москві на підтримку сепаратистів Донбасу. 
- 15 березня активісти партії проводили активну агітацію в Сімферополі, щодо необхідності приєднання Кримського півострову до Росії[2].
- 5 липня 2014 було проведено мітинг перед Генеральним консульством України у Санкт-Петербурзі. Серед заяв, які звучали під час акції і твердження, що «український народ є штучною конструкцією»[5].
- Правозахисники неодноразово відзначали, що в числі російських найманців, які воюють на боці організацій ДНР та ЛНР є і представники партії «Інша Росія». Серед них люди з громадянством РФ, Латвії та Білорусі[6][7].